# Мурина, Екатерина Алексеевна
Екатери́на Алексе́евна Му́рина (род. 28 ноября 1938, Ленинград) — советская и российская пианистка, педагог. Народная артистка Российской Федерации (2000). Профессор и заведующая кафедрой специального фортепиано в Санкт-Петербургской консерватории.

## Происхождение, становление
Родилась в интеллигентной ленинградской семье. Отец Алексей Григорьевич Мурин (1909—1973) работал инженером в НИИ, мать Елизавета Петровна Кудрявцева-Мурина (1914—2004) была хоровым дирижёром, много лет работала в 
Капелле. Военные годы Екатерина с мамой и братом Александром провели в эвакуации, а глава семьи оставался в блокадном Ленинграде.
После войны Екатерина обучалась в музыкальной школе-десятилетке у Р. И. Савшинской и Л. М. Певзнер. Затем окончила Ленинградскую государственную консерваторию им. Н. А. Римского-Корсакова (1961) и её аспирантуру (1964), класс профессора П. А. Серебрякова. Другими ключевыми наставниками явились А. М. Штример (камерный ансамбль) и Е. М. Шендерович (концертмейстерство).

## Артистическая деятельность
Репертуар Муриной включал крупные произведения и миниатюры русских (Чайковский, Мусоргский, Танеев, Рахманинов, Скрябин, Прокофьев, Шостакович) и западноевропейских (Бах, Моцарт, Бетховен, Шопен, Лист, Шуман, Брамс, Дебюсси) композиторов. Многое сделала для пропаганды творчества ленинградских авторов (Л. Балай, Г. Белов, В. Волошин, В. Гаврилин, Б. Гольц, О. Евлахов, А. Мнацаканян, Е. Овчинников, С. Слонимский, Б. Тищенко, В. Успенский, Ю. Фалик и др.), нередко становясь первым исполнителем их музыки.
Провела сотни концертов по СССР, многократно выезжала на гастроли в Германию, Францию, Швейцарию, Великобританию, Корею, Финляндию, КНР. Выступала и сольно, и с оркестрами под управлением дирижёров В. Альтшулера, А. Аниханова, А. Борейко, Э. Густина, А. Дмитриева, В. Зивы, Д. Китаенко, К. Кондрашина, Ф. Мансурова, Р. Мартынова, В. Нестерова, А. Паулавичюса, Г. Рождественского, Э. Серова, В. Чернушенко, А. Янсонса, М. Янсонса. 

## Педагогическая деятельность
Прошла должностной путь от ассистентки своего учителя (во время отъездов последнего на гастроли занималась с учениками его класса и с учащимися народной консерватории) до профессора. В настоящее время (2025) заведует кафедрой специального фортепиано в Санкт-Петербургской консерватории, с которой была связана вся её педагогическая карьера.
Ведёт мастер-классы в России, Финляндии, Корее, Англии.

## Организационная деятельность
- председатель и член жюри ряда российских и международных конкурсов пианистов: «Ступень к мастерству» им. Н. Перельмана, «Традиция и современность» им. М. Мазура, «Шёлковый путь», конкурсы им. С. Слонимского, им. С. Прокофьева, им. С. Рахманинова, им. И. Аврамковой,  «Фортепиано сегодня» в Санкт-Петербургской консерватории, «Взгляд в будущее»;
- организатор и постоянный председатель конкурса пианистов им. П. А. Серебрякова[5];
- автор книги о П. А. Серебрякове «Воспоминания об Учителе»;
- была секретарём Союза концертных деятелей Санкт-Петербурга.

## Признание
- почётное звание «Народный артист России»[1] (2000);
- лауреат международного конкурса в Великобритании[5] (1963);
- вторая премия на Всесоюзном конкурсе (1961);
- бронзовая медаль VII Всемирного фестиваля молодежи и студентов в Вене[5] (1959).